# Кирха Святого Креста (Слупск)
Кирха Святого Креста Аугсбургского вероисповедания в Слупске (пол. Kościół Ewangelicko-Augsburski Świętego Krzyża w Słupsku) — церковь, принадлежащая Поморско-Великопольской епархии Евангелической церкви Аугсбургского вероисповедания в Польше.

## История
Храм был построен как старолютеранская церковь. Строительство церкви началось в 1857 году. Здание спроектировано С. Тапего. Этот проект был принят 29 октября того же года. 11 ноября был заложен краеугольный камень в годовщину крещения Мартина Лютера. 28 августа 1859 года церковь была официально освящена и открыта для прихожан. В 1906 году в северном углу появилась ризница. После окончания Второй Мировой войны в 1947 году по инициативе польских евангелистов был основан евангелическо-аугсбургский приход. В октябре того же года церковь стала носить имя Церкви Святого Креста. После 1945 года здание несколько раз реставрировалось (в том числе в 1969—1973, 1980, 1990—1991, 2000 годах). В 1999 году на башне была установлена информационная табличка с названием церкви («Kościół Ewangelicko-Augsburski /luterański/», «Евангелическо-аугсбургская церковь/лютеранская/»). В 1997 году внутри церкви была установлена мемориальная доска, посвященная основателю евангелическо-аугсбургского прихода в Слупске, выдающемуся доктору Яну Посмыкевичу.

## Орган
В церкви есть орган, изготовленные в Свиднице компанией Schlag und Söhne в опусе 444. Его первоначальным местонахождением была Евангелическая церковь Аугсбургского вероисповедания в Голясовице. В конце сентября 2006 года орган был разобран и доставлен в церковь в Слупске, а в июне 2007 года он был собран и отремонтирован для восстановления первоначального звучания. Эти работы были выполнены компанией SLJ Budownictwo Organów 29 сентября 2007 года, их проводил д-р. Ян Бокщанин. Инструмент имеет 10 звуков, 2 клавиатуры, пневматические: игровой процесс и такт игры.